# Мечеть Махмуда аль-Курди
Мечеть Махмуда аль-Курди (араб. مسجد الكردي‎), также известная как мечеть Джамаль ад-Дин Махмуд аль-Истадар (араб. مسجد جمال الدين محمود الاستادار‎) — историческая мечеть в Каире, столице Египта. Она была основана эмиром, известным под именем Махмуд аль-Курди, который занимал должность устадара или мажордома при мамлюкском султане Баркуке. Мечеть располагается чуть южнее Касабы Радвана-бея (или улицы палаток), которая является ответвлением от улицы Ахмада Махера, в историческом Каире, в районе Эль-Дарб эль-Ахмар.

## История
Строительство мечети Махмуда аль-Курди было завершено в 1395 году. Реставрационные работы под руководством Министерства по делам древностей Египта начались в 1979 году и были завершены в 2004 году. Впоследствии минарет был покрыт штукатуркой белого цвета.

## Архитектура
Эта небольшая мечеть имеет несколько примечательных особенностей. Её купол является одним из самых ранних каменных куполов, которые были украшены горизонтальным шевронным каменным узором. Этот стиль заменил кирпичные и гипсовые рёбра, характерные для таких куполах до XIV века. Купол стоит на барабане с восемью окнами. Минарет примечателен своей округлой формой, необычной для этого периода и получившей широкое распространение позднее в османской архитектуре. Каждый фасад, оконная рама и дверь мечети Махмуда аль-Курди обладают оригинальными надписями и украшениями. Металлические двери мечети отличаются превосходным мастерством их создателей, имея геометрические звёздные узоры и арабесковый резной орнамент по всей своей поверхности. Во внутреннем пространстве храма расположены два айвана, оно также примечательно своим сходством с ка’а (приёмным залом в домашней или дворцовой архитектуре), что, возможно, указывает на то, что мечеть была перестроена из дома.

## Галерея

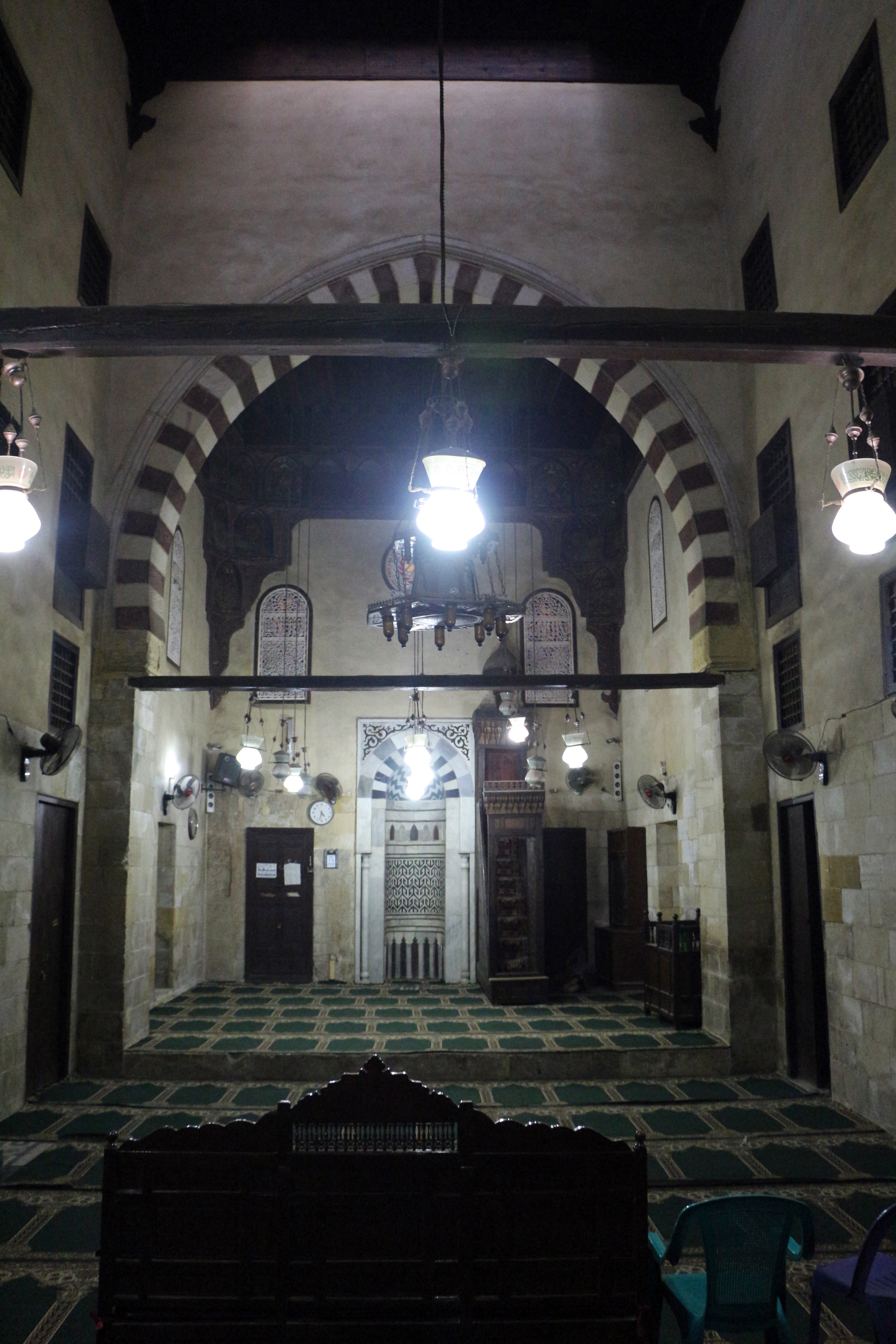
Интерьер мечети, напоминающий приёмный зал (ка’а) дома или особняка.
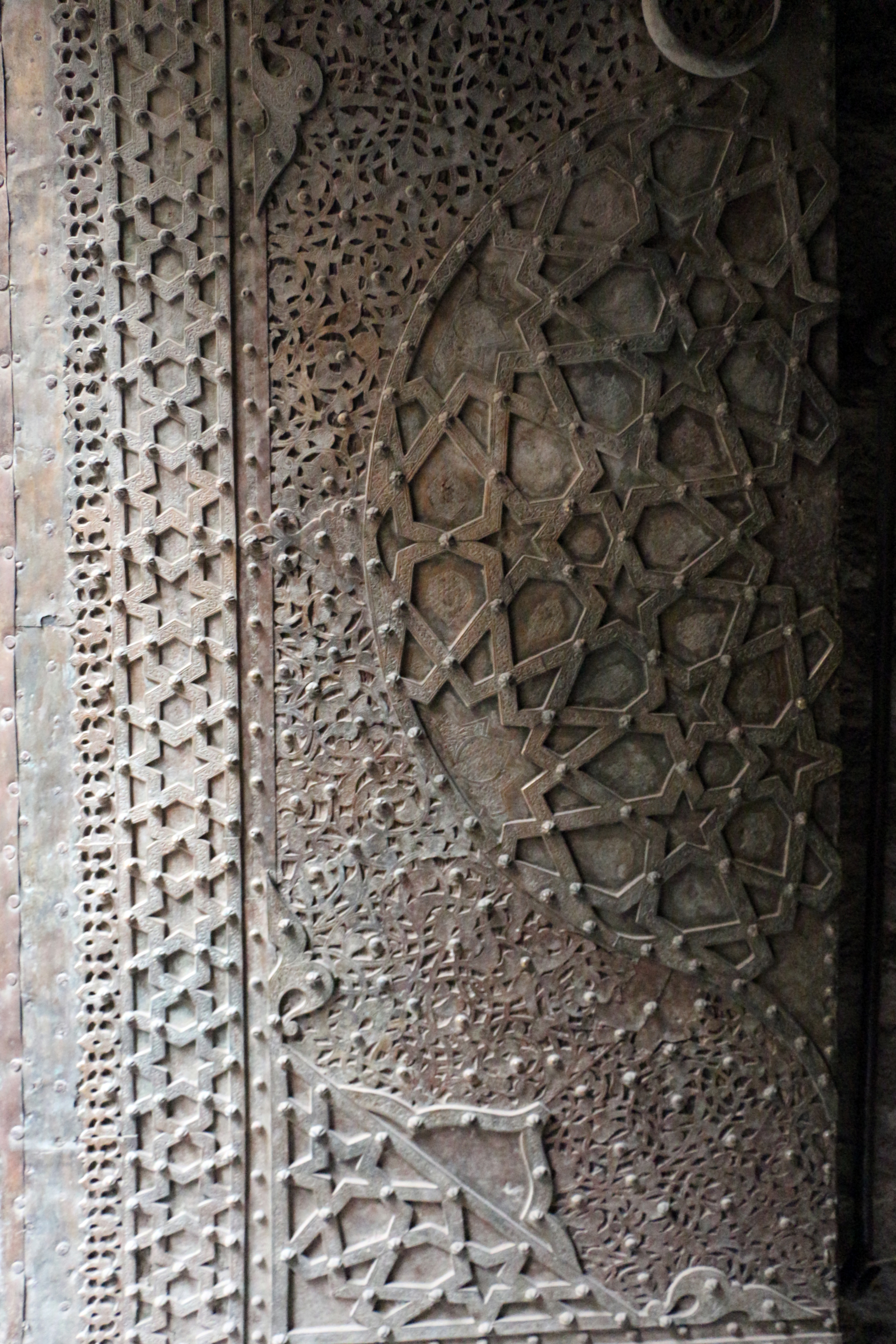
Металлические двери мечети, украшенные геометрическими и арабесковыми узорами.